# Теракт в Актобе (2016)
Теракт в Актобе 5 червня 2016 року — терористичний акт, що відбувся 5 червня 2016 року в місті Актобе, обласному центрі Казахстану, та був скоєний групою людей, які ймовірно є радикальними прихильниками нетрадиційних релігійних рухів або ісламістами[джерело?]. Згідно з думками кількох експертів, учасників теракту слід зарахувати до такфіритів.

## Напади на магазини зброї
У другій половині дня було скоєно пограбування двох зброярських магазинів у Актобе.

### Напад на магазин «Паллада»
Нападники великою групою увійшли до магазину «Паллада» (проспект А. Молдагулової, 12/106) та завдали вогнепальне поранення продавцю магазину в область серця, проте він встиг натиснути кнопку тривожного виклику. Від отриманого поранення продавець помер. Також нападники завдали травми продавцям відділу рибальства. Два співробітники охоронної фірми, які прибули на місце за 4 хвилини після отримання тривожного виклику, отримали вогнепальні поранення, від яких один із них загинув на місці. Наряд патрульної поліції у кількості трьох чоловік прибув на місце нападу ще через 3 хвилини, і нападники зустріли його пострілами із вогнепальної зброї у кількості 14 стволів. Усі поліцейські були поранені. Нападники забрали з магазину 17 одиниць вогнепальної зброї (3 нарізних та 14 гладкоствольних), три газових пістолети, патрони та ножі. Коли нападники покидали магазин, із метою захоплення легкового автомобіля неподалік магазину, ними вбитий його власник, 69-річний пенсіонер.
Усі події в магазині «Паллада» відбулись протягом 9 хвилин.
Після першого нападу терористи розділились. Шість із них на раніше захопленій ними поліцейській патрульній машині поїхали до магазину зброї «Пантера».
Друга група захопила маршрутний автобус, висадила із нього усіх пасажирів і кондуктора, та примусили водія направити машину до військової частини № 6655 Національної гвардії.

### Напад на магазин «Пантера»
Після прибуття на захопленій патрульній поліцейській машині до магазину «Пантера» (вул. Жанкожа батира, д. 24), нападники вбили там одного відвідувача та поранили другого, які були рідними братами. За свідченнями працівників моргу, убитий мав на руках характерні ознаки свіжих наслідків бійки.
Загалом зловмисники знаходились в магазині протягом 8 хвилин. Наряд поліції прибув до магазину через 4 хвилини. У результаті перестрілки були вбиті троє нападників, а один із них затриманий. Двом зловмисникам вдалось утекти на захопленому автомобілі. Пізніше вони були виявлені за межами міста і ліквідовані.

## Напад на військову частину
У 14:35 було скоєно напад на військову частину № 6655 Національної гвардії Казахстану (вул. Єсет-Батира, 39).
Невстановлена кількість нападників (10—15 озброєних дробовиками людей), використовуючи захоплений ними пасажирський автобус марки MAN, який рухався по маршруту № 1, із якого вони висадили пасажирів і кондуктора, та заставили водія направити машину на ворота КПП, які були збиті автобусом, після чого машина зупинилась. Після цього вони обстріляли неозброєний черговий наряд на КПП, проникли на територію військової частини та попрямували до чергової частини, яка знаходилась у будівлі штабу, де також знаходились кімнати зі зброєю. Нападники мали намір захопити «більш серйозну зброю».
Черговий по частині (який мав звання майора) своєчасно заблокував доступ до чергової частини та до приміщень зі зброєю, здійняв тривогу та повідомив про напад внутрішній караул. Нападники, не зумівши заволодіти зброєю, обстріляли чергову частину, вийшли із штабу та попрямували у напрямку парку машин військової частини. На шум пострілів назустріч їм вийшли офіцер відділу військової контррозвідки (ВВКР) та начальник внутрішнього караулу. 41-річний майор ВВКР був убитий пострілами нападників, а начальник караулу поранений.
Подальший розвиток подій у різних джерелах новин висвітлюється із деякою різницею.
Нападники зустріли пішого патрульного, 19-річного військовослужбовця строкової служби, з числа караульних вільної зміни, який обходив військове містечко. Він мав на собі бронежилет та при собі мав гумового кийка. Двома пострілами нападників він був убитий.
Нападники проникнули на територію автопарку військової частини, та зіткнулись із внутрішнім караулом. У перестрілці був убитий помічник начальника караулу (сержант контрактної служби). Під час спроби проникнення до автопарку один нападник був убитий біля воріт, другий убитий на території парку. Зіткнувшись із сильним опором, нападники через розплідник собак покинули територію військової частини. У підсумку втрати військових склали 3 чоловік убитими (офіцер ВВКР, помічник начальника караулу та патрульний) і 6 пораненими (3 контрактники з числа чергових по КПП і 3 із складу внутрішнього караулу, включно із начальником караулу).
Згідно іншого джерела, 38-річний помічник начальника караулу та 19-літній караульний вільної зміни були вбиті нападниками в караульному приміщенні.
Загибель і поранення значної кількості військовослужбовців, зі слів міністра внутрішніх справ Казахстану, зумовлена тим, що наряд із 3 військовослужбовців на КПП військової частини був озброєний лише штик-ножами. Проте черговий караул застосував зброю та запобіг спробі подальшого проникнення на територію військової частини.
Після того, як спроба захоплення зброї їм не вдалась, нападники покинули територію військової частини, здійснивши спробу відійти через сусідні гаражі. Одна група нападників була заблокована, а друга група зуміла перейти через огорожу військової частини та зникнути.

## Наслідки теракту
Убиті:
- 1 охоронець фірми «Жедел кузет»;
- 1 продавець магазину «Паллада»;
- 1 відвідувач магазину «Пантера»;
- 1 випадковий перехожий біля магазину «Паллада»;
- 18 бойовиків (один із них вважається співучасником)[1][19];
- 3 військовослужбовців.

Поранені:
- 1 охоронець фірми «Жедел кузет»;
- 5 поліцейських;
- 6 військовослужбовців;
- 6 бойовиків. Один із них помер 8 червня;
- 1 відвідувач магазину «Пантера»;
- кілька продавців магазину «Паллада».

Згідно заяви мінистра охорони здоров'я Тамари Дуйсенової, медична допомога надавалась 38 гомадянам, із яких було шпиталізовано 20, в число яких входять поранені нападники.
8 червня Президент Казахстану Нурсултан Назарбаєв розпорядився оголосити в Республіці Казахстан 9 червня 2016 року національний траур.
Згідно із заявою акіма Актюбінської області Бердибека Сапарбаєва, на лікуванні знаходяться лише 18 осіб, включно з 5 нападниками (один з яких помер від отриманих поранень 9 червня).
У розшуку на 10 червня знаходились 3 бойовики.
10 червня Президент Казахстану Нурсултан Назарбаєв під час засідання Ради Безпеки доручив уряду в двомісячний термін опрацювати пакет законодавчих ініціатив у сфері протидії тероризму та екстремізму, обороту, зберіганні та продажу зброї, та в області регулювання міграції та релігійних об'єднань.
На 12 червня затримані всі 7 бойовиків та 8 осіб, які підозрюються у їх підтримці.

## Оперативно-розшукові заходи та контртерористична операція
У МВС Казахстану та Міністерстві оборони визнали події в Актобе терактом. У Актобе введений червоний (найвищий) рівень терористичної загрози, під яким розуміється повна мобілізація та бойова готовність усіх сил спецслужб, круглодобове чергування та введення режиму контртерористичної операції, а по усій країні на 40 днів було введено жовтий рівень.
Керівництвом МВС Казахстану було оголошено про проведення широкомасштабних оперативно-пошукових дій по захопленню усіх екстремістів.
У ході пошуку зловмисників у ніч із 5 на 6 червня були затримані двоє, 5 екстремістів, які вчинили опір, були убиті. В їх число входять як ті, які зуміли втекти від переслідування після нападу на військову частину, так і ті, хто нападав на магазин «Пантера». При них було знайдено значну частину раніше викраденої зброї.
Також було встановлено особи усіх зловмисників, які взяли учась у теракті та зуміли сховатись від переслідування після теракту. Всі вони були оголошені в розшук. На 7 червня 2016 року ними були 7 осіб. П'ятеро з них є уроженцями Актюбінської, двое — Кизилординської та Акмолинської областей.
Допит підозрюваних у причетності до нападу осіб виявив, що спочатку в обговоренні та в підготовці до теракту брали участь 45 чоловік. При цьому 16 із них відмовились брати участь ще на стадії планування. Після того, як 29 співучасників вирушили на виконання задуманого, на шляху до магазину «Паллада» відмовилось від участі ще 3 чоловік. згідно даних із відеокамери спостереження, які були озвучені главою МВС Казахстану Калмуханбетом Касимовим, безпосередньо до магазину підійшли 26 чоловік. При цьому ще один із них відмовився від участі в задуманому. Унаслідок цього в подальших подіях брали участь лише 25 осіб із 45 серед тих, хто раніше обговорював можливість теракту.
Ранком 8 червня глава Комітету національної безпеки Казахстану в доповіді президенту країни повідомив, що КНБ володіє інформацією про 6 бойовиків, які розділились на 2 групи та 1 бойовик окремо від цих груп, які переміщаються по місту Актобе. Одна із груп, яка переміщувалась на автомобілі ВАЗ-2115 білого кольору, здійснила обстріл охорони піонерського табору із гладкоствольної рушниці. Щоправда, пізніше МВС Казахстану спростувало повідомлення про обстріл піонерського табору.
У цей же день МВС Казахстану оголосило про винагороду в розмірі 5 мільйонів тенге за достовірні свідчення про місцезнахождення зловмисників, які переховуються від правоохоронних органів. Також ранком 8 червня в селищі Хобда був затриманий один бойовик, оголошений у розшук.
10 червня 2016 року в місті Актобе в квартирі житлового будинку по вулиці Некрасова була проведена спецоперація силами КНБ і МВС Казахстану. Підозрювані відмовились від здачі та відкрили вогонь. У результаті штурму четверо підозрюваних були убиті в квартирі. Операція розпочалась о 1:30 ночі по місцевому часу із екстреної евакуації жителів будинку, після чого у 4:00 ранку розпочався штурм квартири із підозрюваними. Один із підозрюваних, Дмитро Танатаров, був шпиталізований в реанімаційне відділення із множинними вогнепальними пораненнями. Його стан був оцінений лікарями як вкрай важкий. Пізніше Дмитро Танатаров помер у реанімації лікарні швидкої медичної допомоги Актобе. Зі слів сусідів, квартира, в якій переховувалист терористи, сдавалась в аренду. Приблизно у цей самий час на перехресті вулиць М'ясоєдова і Аринова спільник терористів обстріляв із гладкоствольної зброї патрульний екіпаж поліції та був ліквідований пострілами у відповідь, при цьому двоє співробітників поліції отримали легкі поранення.
Увечері 11 червня приблизно о 22:30 були виявлені останні 3 терористи, які перебували в розшуку. Вони переховувались у районі гуртожитку по вулиці Жаманкулова, 15. При захопленні один терорист був поранений у ногу. Усі три терористи були захоплені силовиками. У них було вилучено 2 одиниці вогнепальної зброї, захопленої в магазині «Паллада».

## Оцінки
Російський сходознавець, прихильник терористичних угруповань ДНР і ЛНР, Анатолій Несміян вважає, що спроба захоплення зброї є лише проміжним етапом на шляху до якоїсь більш важливої для нападників мети.
Казахстанський політолог Єрлан Карін полягає, що напад здійснили члени одного із радикальних релігійних осередків, натхненні пропагандистськими матеріалами Ісламської Держави, націленими на казахів. Останнє із таких звернень ІД було опубліковано за 2 тижні до атаки.
Експерт із питань релігії та права, керівник ОФ "Центр «Акнієт» Алібек Кіманов вважає, що події є закономірним наслідком упущень влади в гострому питанні контролю релігійних сект. 2 роки тому він дав попередження особам, які відповідальні за профілактику розповсюдження релігійного радикалізма, про складну обстановку в Актюбінській області. Конкретно він сповістив про це керівника обласного управління у справах релігій та директора реабілітаційного і консультативного центру. Основним мотивом попередження була криміналізація радикальних релігійних груп. Основними факторами радикалізації релігійних груп послужили, на його думку, відношення до ДАІШ та просирійські настрої у релігійних групах. Протягом останніх років багато жителів Актюбінської області переїхали в Сирію. Одним із каталізаторів теракту Кіманов вважає заклик 22 травня 2016 року прес-секретаря ДАІШ Абу Мухаммада аль-Аднані про організацію терактів у державах, влада у яких перешкоджає виїзду своїх громадян до Сирії. На думку Кіманова, угруповання, яке здійснило теракт, слід відностини до такфіритів.
Президент Нурсултан Назарбаєв під час виступу 8 червня повідомив, що терористичний акт організовано прихильниками радикальних псевдорелігійних течій, а інструкції вони отримували з-за кордону. Пізніше він уточнив, що терористи є прихильниками нетрадиційної релігійної течії салафізм.
Міністерство закордонних справ Казахстану 20 червня 2016 року заявило, що атака відбулась на заклик Абу Мухаммада аль-Аднані.